# 新巴爾的摩 (密歇根州)
新巴爾的摩（英語：New Baltimore）是一個位於美國密歇根州馬科姆縣的城市。

## 人口
根據2020年美國人口普查的數據，新巴爾的摩的面積為17.42平方千米，當中陸地面積為11.92平方千米，而水域面積為5.50平方千米。當地共有人口12117人，而人口密度為每平方千米696人。